# Otto III. (Mähren)
Otto III., ursprünglich Otto I.  (auch Dethleb oder Ota III. Olomoucký; * 1122; † 12. Mai 1160) herrschte von 1140 bis 1160 als Herzog zu Olmütz.

## Abstammung
Er stammte aus dem Geschlecht der Přemysliden und war der einzige Sohn des Herzogs Otto II. aus dessen Ehe mit Sophie von Berg-Schelklingen, der Tochter von Graf Heinrich I. von Berg.

## Leben
Otto III. verbrachte seine Jugend im Exil in Russland. Nach seiner Rückkehr 1140 ins väterliche Erbe Olmütz rebellierte er mit seinem Vetter Konrad von Znaim und mit Leopold I. gegen Vladislav II., um die böhmische Krone zu gewinnen.
Am 25. April 1142 prallten die Heere der verfeindeten Parteien bei Kuttenberg aufeinander. Vladislav II. verlor die Schlacht und wurde kurzfristig verjagt. Er floh zum deutschen König Konrad III., der noch im gleichen Jahr kampflos in Prag einmarschierte. Otto III. sagte sich in der Folge von Konrad von Znaim los. Der König Konrad III. gab ihm aus diesem Grunde 1144 das durch den Krieg heruntergekommene Olmützer Fürstentum zurück.
Bis zu seinem Tod 1160 blieb er königstreu und nahm 1147 an einem Kreuzzug ins Heilige Land teil.
Er heiratete Durantia N. (Durancia), mit der er drei Kinder zeugte: Vladimir zu Olmütz († um 1200), Bretislav zu Lundenburg († vor 1201) und Swatawa († 1151).